# 周長庚 (清朝)
周長庚（1847年—1892年），字辛仲，亦作莘仲，又字味禪，福建侯官人，清朝文人。

## 生平
清同治元年（1862）中舉人，選建陽教諭。光緒十年（1884）調署彰化縣學，十三年得實授。十八年貧困以終。少熟五經及《呂東萊博議》，受業其祖父摯友謝章鋌之門。曾與林紓等招邀福州府屬文士十九人，結為「福州支社」，合刊《支社詩拾》行世。

## 作品
今日所傳之周長庚詩集為光緒二十一年（1895年）的刊本，全書僅二十九頁，其中「引」一頁，「傳」二頁，目錄四頁，正文二十二頁，每頁雙面十八行。全書合計五十七題，其中在臺所作十八題，依寫作先後順序排列。其他作品則散見於蛻萒老人《大屯山房譚薈》、《支社詩拾》等。